# Paroxysmal Holocaust
Paroxysmal Holocaust (ang. paroksyzmowy Holocaust) – tytuł pierwszego dema szwedzkiego zespołu muzycznego Therion. Demo zostało wydane na kasecie magnetofonowej w liczbie 600 sztuk.

## Lista utworów
1. „Morbid Reality”
2. „The Return”
3. „Bells of Doom”

## Twórcy
- Christofer Johnsson – gitara
- Peter Hansson – gitara
- Oskar Forss – perkusja
- Erik Gustafsson – gitara basowa
- Matti Kärki – wokal